# تپه روستای نورآباد
تپه روستای نور آباد مربوط به دوران پیش از تاریخ ایران باستان تا دوران‌های تاریخی پس از اسلام است و در شهرستان شازند، بخش مرکزی، روستای نور آباد واقع شده و این اثر در تاریخ ۱۰ دی ۱۳۸۱ با شمارهٔ ثبت ۶۹۶۴ به‌عنوان یکی از آثار ملی ایران به ثبت رسیده است.